# Synopeas ashmeadii
Synopeas ashmeadii är en stekelart som beskrevs av Dalla Torre 1898. Synopeas ashmeadii ingår i släktet Synopeas och familjen gallmyggesteklar. Inga underarter finns listade i Catalogue of Life.